# سیف بن یعقوب
سیف بن محمد بن یعقوب، متخلص به سیفی و منصف تاریخ نامه هرات است. وی در سال ۶۲۱ هجری قمری وفات نموده‌است. اساس کار مولف، نوشتن تاریخ سلاطین کرت در هرات بوده‌است.
برخی این کتاب را تاریخ ملوک کرت نامیده‌اند. این کتاب در سال ۱۹۴۳ در کلکته به چاپ رسیده‌است.

## منبع
- ابراهیم زنگنه (۱۳۷۰)، تاریخ رجال شرق خراسان جلد اول (ولایت خواف از قرن اول تا قرن نهم هجری- قمری)، نشر خاطره